# Jutta Eckenbach

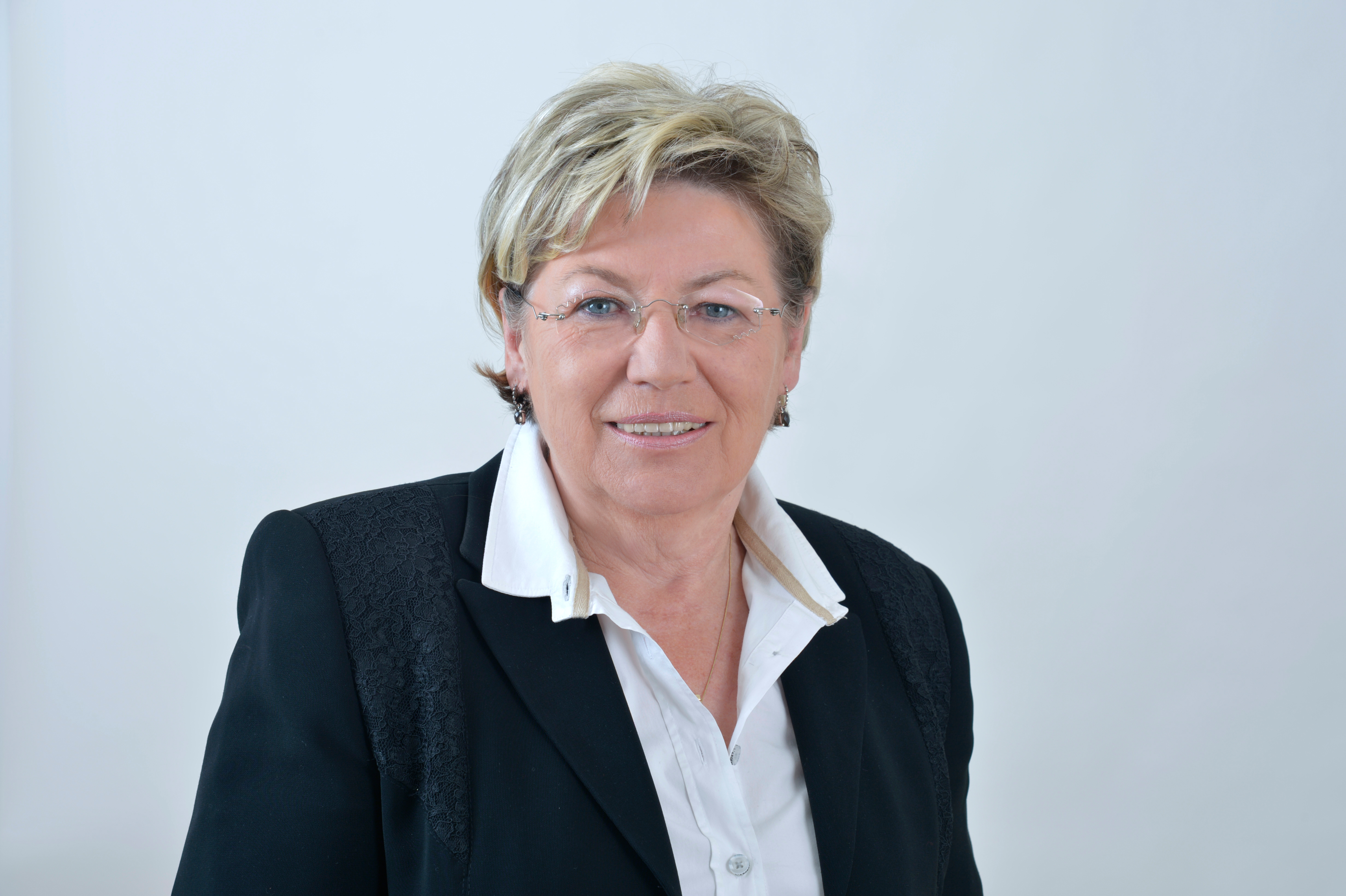
Jutta Eckenbach (2013)

Jutta Eckenbach (* 22. Januar 1952 in Essen) ist eine deutsche Politikerin (CDU). Von 2013 bis 2017 war sie Mitglied des Deutschen Bundestages.

## Politischer Werdegang
Eckenbach ist seit 1981 Mitglied der CDU. Von 1984 bis 1989 war sie Fraktionsvorsitzende der Bezirksvertretung IV Borbeck. Von 1989 bis 2013 war sie Mitglied des Rates der Stadt Essen. Dort war sie bereits als Arbeitskreisleiterin des Ausschusses für Soziales, Arbeit und Gesundheit tätig sowie als Mitglied im Haupt- und Finanzausschuss und im Integrationsausschuss. Seit 1999 ist sie Mitglied des Landschaftsverbandes Rheinland. Zudem ist sie Mitglied im Parteivorstand der CDU Essen. Bei der Bundestagswahl 2013 wurde sie über die Landesliste in den Deutschen Bundestag gewählt. Bei der Bundestagswahl 2017 verpasste sie den Wiedereinzug in den Bundestag.

## Weitere Ämter und Mitgliedschaften
Eckenbach ist Mitglied im Vorstand des SKF Essen-Mitte e. V. Sie engagiert sich außerdem im Bürger- und Verkehrsverein Essen Dellwig/Gerschede sowie im Bürger- und Schützenverein Essen-Dellwig. Sie ist weiterhin Mitglied im Weißen Ring e. V. sowie Vorstandsmitglied des KAB Stadtverbandes Essen.